# Zenon Jankowski
Zenon Jankowski (Poznań, Polônia, 22 de novembro de 1937) é um piloto e ex-astronauta polonês.